# Nederlandske hansestæder
Nederlandske hansestæder omfattede blandt andet:
1. Amsterdam
2. Arnemuiden
3. Attendom
4. Brielle
5. Brion
6. Deventer
7. Dinant
8. Dordrecht
9. Dortmund
10. Groningen
11. Hasselt
12. Kampen
13. Köln
14. Middelburg
15. Neuss
16. Ommen
17. Osnabrück
18. Roermond
19. Soest
20. Stavoren
21. Warburg
22. Zierikzee
23. Zutphen
24. Zwolle